# Picossulfato sódico

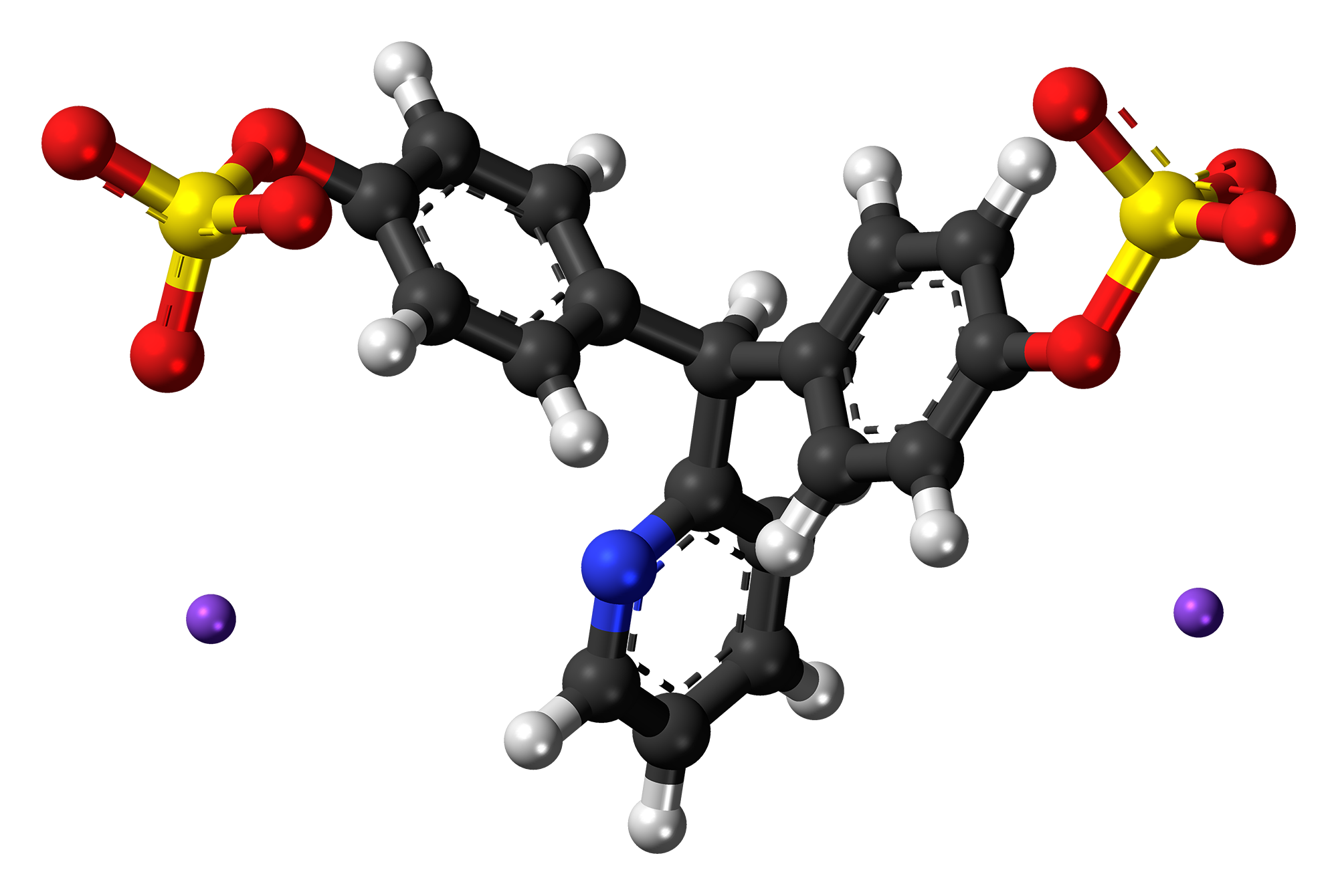
Molécula de Picossulfato de Sódio (modelo bola e bastão)

Picossulfato sódico ou picossulfato de sódio, comercializado sob os nomes comerciais Guttalax e Dulcolax, é um fármaco utilizado como laxante.

## Mecanismo de ação
No contato com a mucosa intestinal, o fármaco promove estimulação e consequente movimento do cólon. Sofre biotransformação em metabólitos ativos, por bactérias presentes.